# British Gold Cup 1980
Der British Gold Cup 1980 war ein professionelles Snookerturnier ohne Einfluss auf die Weltrangliste im Rahmen der Saison 1979/80. Das Turnier wurde vom 24. bis zum 28. Februar 1980 in den Assembly Rooms der englischen Stadt Derby im Derbyshire ausgetragen und war die Erstausgabe der British Open, die bis 2004 Teil der Profitour waren. Sieger der Erstausgabe wurde der Nordire Alex Higgins, dem im Finale ein 5:1-Sieg über Ray Reardon gelang. Zugleich spielte er mit einem 135er-Break das höchste Break des Turnieres.

## Preisgeld
Der British Gold Cup hatte keinen Sponsor, verfügte aber trotzdem über ein Gesamtpreisgeld von 9.000 Pfund Sterling, die auf die besten vier Spieler aufgeteilt wurden und von denen mit 4.000 £ etwas weniger als die Hälfte auf den Sieger entfiel.
|              | Preisgeld |
| ------------ | --------- |
| Sieger       | 4.000 £   |
| Finalist     | 3.000 £   |
| Halbfinalist | 1.000 £   |
| Gruppenphase | 0 £       |
| Insgesamt    | 9.000 £   |

## Turnierverlauf
Bereits vor der Hauptrunde wurde eine Qualifikationsgruppenphase durchgeführt, bei der zwölf Spieler in vier Dreier-Gruppen aufgeteilt wurden und die Sieger jeweils in die Hauptrunde vorrückten. An dieser nahmen neben den vier Qualifikanten zwölf weitere Spieler teil, die zusammengenommen auch in vier Vierer-Gruppen aufgeteilt wurden und ein einfaches Rundenturnier bestritten. Der Erstplatzierte der Gruppe rückte ins Halbfinale vor und wurde bei einem Gleichstand durch einen Ein-Frame-Play-off entschieden. Ab dem Halbfinale wurde der Sieger im K.-o.-System ermittelt. Alle Gruppenspiele gingen je über drei Frames sowie das Play-off über einen Frame, während das Halbfinale im Modus Best of 7 Frames und das Finale im Modus Best of 9 Frames gespielt wurden.

### Gruppenphase

#### Gruppe A
| Platz | Spieler       | Partien | S | N | Frames |
| ----- | ------------- | ------- | - | - | ------ |
| 1     | Dennis Taylor | 3       | 3 | 0 | 9:0    |
| 2     | Willie Thorne | 3       | 2 | 1 | 5:4    |
| 3     | John Virgo    | 3       | 1 | 2 | 3:6    |
| 4     | John Pulman   | 3       | 0 | 3 | 1:8    |

Gruppenspiele:
| Spiel | Spieler 1     | Ergebnis | Spieler 2     |
| ----- | ------------- | -------- | ------------- |
| 1     | John Virgo    | 03:03    | John Pulman   |
| 2     | Willie Thorne | 03:03    | John Virgo    |
| 3     | Willie Thorne | 12:12    | John Pulman   |
| 4     | Dennis Taylor | 03:03    | Willie Thorne |
| 5     | Dennis Taylor | 03:03    | John Virgo    |
| 6     | Dennis Taylor | 03:03    | John Pulman   |

#### Gruppe B
| Platz | Spieler       | Partien | S | N | Frames |
| ----- | ------------- | ------- | - | - | ------ |
| 1     | Tony Meo      | 3       | 2 | 1 | 6:3    |
| 2     | Graham Miles  | 3       | 2 | 1 | 6:3    |
| 3     | Doug Mountjoy | 3       | 1 | 2 | 4:5    |
| 4     | John Spencer  | 3       | 1 | 2 | 2:7    |

| Spiel | Spieler 1     | Ergebnis | Spieler 2     |
| ----- | ------------- | -------- | ------------- |
| 1     | Tony Meo      | 12:12    | Doug Mountjoy |
| 2     | Tony Meo      | 03:03    | John Spencer  |
| 3     | Graham Miles  | 12:12    | Tony Meo      |
| 4     | Graham Miles  | 03:03    | John Spencer  |
| 5     | Doug Mountjoy | 12:12    | Graham Miles  |
| 6     | John Spencer  | 12:12    | Doug Mountjoy |

| Spiel | Spieler 1     | Ergebnis | Spieler 2     |
| ----- | ------------- | -------- | ------------- |
| 1     | Tony Meo      | 12:12    | Doug Mountjoy |
| 2     | Tony Meo      | 03:03    | John Spencer  |
| 3     | Graham Miles  | 12:12    | Tony Meo      |
| 4     | Graham Miles  | 03:03    | John Spencer  |
| 5     | Doug Mountjoy | 12:12    | Graham Miles  |
| 6     | John Spencer  | 12:12    | Doug Mountjoy |

| Spiel | Spieler 1 | Ergebnis  | Spieler 2      |
| ----- | --------- | --------- | -------------- |
| 7     | Tony Meo  | 1966:1966 | Graham Miles 1 |

| Spiel | Spieler 1 | Ergebnis  | Spieler 2      |
| ----- | --------- | --------- | -------------- |
| 7     | Tony Meo  | 1966:1966 | Graham Miles 1 |

#### Gruppe C
| Platz | Spieler         | Partien | S | N | Frames |
| ----- | --------------- | ------- | - | - | ------ |
| 1     | Alex Higgins    | 3       | 2 | 1 | 6:3    |
| 2     | Terry Griffiths | 3       | 2 | 1 | 6:3    |
| 3     | David Taylor    | 3       | 2 | 1 | 4:5    |
| 4     | Patsy Fagan     | 3       | 0 | 3 | 2:7    |

| Spiel | Spieler 1       | Ergebnis | Spieler 2       |
| ----- | --------------- | -------- | --------------- |
| 1     | Terry Griffiths | 03:03    | David Taylor    |
| 2     | Terry Griffiths | 03:03    | Patsy Fagan     |
| 3     | Alex Higgins    | 12:12    | Patsy Fagan     |
| 4     | Alex Higgins    | 03:03    | Terry Griffiths |
| 5     | David Taylor    | 12:12    | Alex Higgins    |
| 6     | David Taylor    | 12:12    | Patsy Fagan     |

| Spiel | Spieler 1       | Ergebnis | Spieler 2       |
| ----- | --------------- | -------- | --------------- |
| 1     | Terry Griffiths | 03:03    | David Taylor    |
| 2     | Terry Griffiths | 03:03    | Patsy Fagan     |
| 3     | Alex Higgins    | 12:12    | Patsy Fagan     |
| 4     | Alex Higgins    | 03:03    | Terry Griffiths |
| 5     | David Taylor    | 12:12    | Alex Higgins    |
| 6     | David Taylor    | 12:12    | Patsy Fagan     |

| Spiel | Spieler 1    | Ergebnis | Spieler 2         |
| ----- | ------------ | -------- | ----------------- |
| 7     | Alex Higgins | –:–      | Terry Griffiths 1 |

| Spiel | Spieler 1    | Ergebnis | Spieler 2         |
| ----- | ------------ | -------- | ----------------- |
| 7     | Alex Higgins | –:–      | Terry Griffiths 1 |

#### Gruppe D
| Platz | Spieler        | Partien | S | N | Frames |
| ----- | -------------- | ------- | - | - | ------ |
| 1     | Ray Reardon    | 3       | 3 | 0 | 8:1    |
| 2     | Bill Werbeniuk | 3       | 2 | 1 | 6:3    |
| 3     | Fred Davis     | 3       | 1 | 2 | 3:6    |
| 4     | Pat Houlihan   | 3       | 0 | 3 | 1:8    |

Gruppenspiele:
| Spiel | Spieler 1      | Ergebnis | Spieler 2      |
| ----- | -------------- | -------- | -------------- |
| 1     | Bill Werbeniuk | 03:03    | Pat Houlihan   |
| 2     | Bill Werbeniuk | 12:12    | Fred Davis     |
| 3     | Ray Reardon    | 03:03    | Fred Davis     |
| 4     | Ray Reardon    | 03:03    | Pat Houlihan   |
| 5     | Ray Reardon    | 12:12    | Bill Werbeniuk |
| 6     | Fred Davis     | 12:12    | Pat Houlihan   |

### K.-o.-Phase
|  | Halbfinale Best of 7 Frames | Halbfinale Best of 7 Frames |              |             | Finale Best of 9 Frames | Finale Best of 9 Frames |
|  |                             |                             |              |             |                         |                         |
|  |                             |                             |              |             |                         |                         |
|  | Alex Higgins                | 4                           |              |             |                         |                         |
|  | Tony Meo                    | 0                           |              |             |                         |                         |
|  |                             |                             | Alex Higgins | 5           |                         |                         |
|  |                             |                             |              | Ray Reardon | 1                       |                         |
|  | Ray Reardon                 | 4                           |              |             |                         |                         |
|  | Dennis Taylor               | 3                           |              |             |                         |                         |
|  |                             |                             |              |             |                         |                         |

### Finale
Der Nordire Alex Higgins hatte knapp die Gruppenphase überstanden und traf im Halbfinale auf Tony Meo, den er per Whitewash besiegte. Im Finale traf er auf Ray Reardon, der sich zwar souverän zum Gruppensieger gekürt hatte, dann aber im Halbfinale Dennis Taylor erst im Decider besiegt hatte. Trotzdem gewann Reardon den ersten Frame der Partie, hatte aber im weiteren Partieverlauf keine Chance, als Higgins auch mit einem 132er-Break fünf Frames in Folge und damit die Partie mit 5:1 gewann.
| Finale: Best of 9 Frames Assembly Rooms, Derby, England, 28. Februar 1980 |                |             |
| Alex Higgins                                                              | 5:1            | Ray Reardon |
| 12:109 (77); 70:45; 132:1 (132); 104:8 (65); 66:37; 92:37                 |                |             |
| 132                                                                       | Höchstes Break | 77          |
| 1                                                                         | Century-Breaks | –           |
| 2                                                                         | 50+-Breaks     | 1           |

## Qualifikation
An der Qualifikation, deren Austragungszeitraum unbekannt ist, nahmen insgesamt zwölf Spieler teil, die in vier Dreier-Gruppen aufgeteilt wurden, in diesen ein einfaches Rundenturnier ausspielten und sich der Gruppensieger schließlich für die Hauptrunde qualifizierte.

### Gruppe A
| Platz | Spieler       | Partien | S | N | Frames |
| ----- | ------------- | ------- | - | - | ------ |
| 1     | Willie Thorne | 2       | 1 | 1 | 4:2    |
| 2     | Ray Edmonds   | 2       | 1 | 1 | 3:3    |
| 3     | Joe Johnson   | 2       | 1 | 1 | 2:4    |

| Spiel | Spieler 1     | Ergebnis | Spieler 2     |
| ----- | ------------- | -------- | ------------- |
| 1     | Willie Thorne | 03:03    | Joe Johnson   |
| 2     | Joe Johnson   | 12:12    | Ray Edmonds   |
| 3     | Ray Edmonds   | 12:12    | Willie Thorne |

### Gruppe B
| Platz | Spieler         | Partien | S | N | Frames |
| ----- | --------------- | ------- | - | - | ------ |
| 1     | Tony Meo        | 2       | 2 | 0 | 4:2    |
| 2     | Steve Davis     | 2       | 1 | 1 | 4:2    |
| 3     | Roy Andrewartha | 2       | 0 | 2 | 1:5    |

| Spiel | Spieler 1   | Ergebnis | Spieler 2       |
| ----- | ----------- | -------- | --------------- |
| 1     | Steve Davis | 03:03    | Roy Andrewartha |
| 2     | Tony Meo    | 12:12    | Roy Andrewartha |
| 3     | Tony Meo    | 12:12    | Steve Davis     |

### Gruppe C
| Platz | Spieler      | Partien | S | N | Frames |
| ----- | ------------ | ------- | - | - | ------ |
| 1     | Patsy Fagan  | 2       | 1 | 1 | 4:2    |
| 2     | Rex Williams | 2       | 1 | 1 | 3:3    |
| 3     | Mike Hallett | 2       | 1 | 1 | 2:4    |

| Spiel | Spieler 1    | Ergebnis | Spieler 2    |
| ----- | ------------ | -------- | ------------ |
| 1     | Patsy Fagan  | 03:03    | Rex Williams |
| 2     | Mike Hallett | 12:12    | Patsy Fagan  |
| 3     | Rex Williams | 03:03    | Mike Hallett |

### Gruppe D
| Platz | Spieler         | Partien | S | N | Frames |
| ----- | --------------- | ------- | - | - | ------ |
| 1     | Pat Houlihan    | 2       | 2 | 0 | 5:1    |
| 2     | Cliff Wilson    | 2       | 1 | 1 | 2:4    |
| 3     | Jim Meadowcroft | 2       | 0 | 2 | 2:4    |

| Spiel | Spieler 1    | Ergebnis | Spieler 2       |
| ----- | ------------ | -------- | --------------- |
| 1     | Cliff Wilson | 12:12    | Jim Meadowcroft |
| 2     | Pat Houlihan | 12:12    | Jim Meadowcroft |
| 3     | Pat Houlihan | 03:03    | Cliff Wilson    |

## Century Breaks
Während des gesamten Turnieres spielten vier Spieler insgesamt neun Century Breaks, wovon lediglich eines in der Qualifikation gespielt wurde:

### Hauptrunde
| Alex Higgins | 135, 134, 132 (2×) |
| Ray Reardon  | 112, 107, 101      |

| Tony Meo | 102 |

### Qualifikation
- Rex Williams: 102